# Nicidus
Nicidus är ett släkte av insekter. Nicidus ingår i familjen Eurybrachidae.
Kladogram enligt Catalogue of Life:
| Nicidus | \| \| Nicidus fusconebulosus \| \| \| \| \| \| Nicidus stali \| \| \| \| |
|         | \| \| Nicidus fusconebulosus \| \| \| \| \| \| Nicidus stali \| \| \| \| |
|         | Nicidus fusconebulosus                                                   |
|         |                                                                          |
|         | Nicidus stali                                                            |
|         |                                                                          |